# 瘦瘠柳叶箬
瘦瘠柳叶箬（学名：Isachne depauperata）为禾本科柳叶箬属下的一个种。

## 扩展阅读
維基物種上的相關：瘦瘠柳叶箬